# Hillbilly Moon Explosion

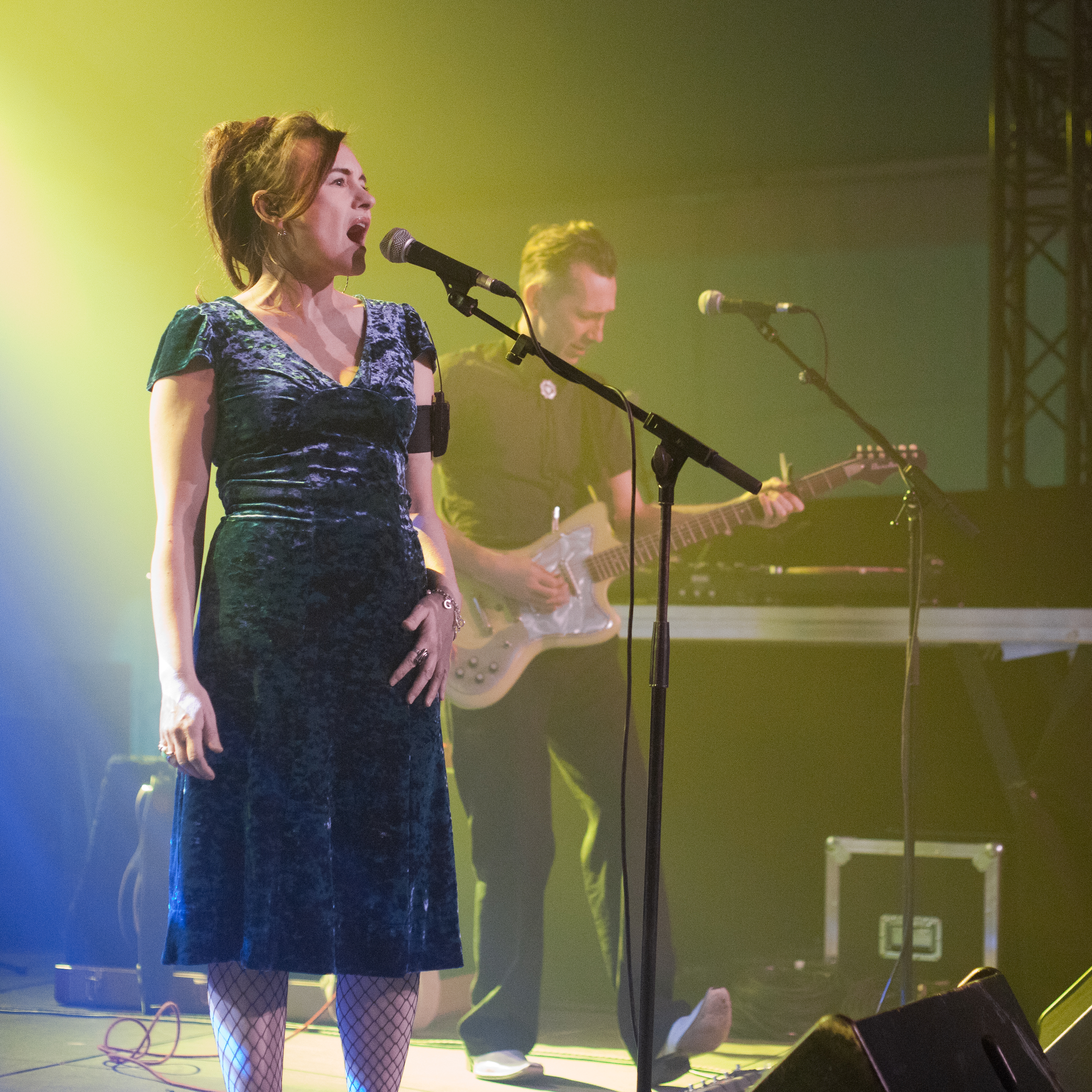
The Hillbilly Moon Explosion 2011 bei den 20th Leysin Nescafé Champs

Hillbilly Moon Explosion ist eine 1998 gegründete Schweizer Rockabilly-Band. Bekannt ist die Gruppe vor allem wegen ihres vielseitigen Stilmixes aus Rock ’n’ Roll, Jump Blues, Swing, Sixties Beat, Country, Roots Rock, Surf sowie vereinzelten Chanson-Elementen.

## Bandgeschichte
Hillbilly Moon Explosion entstanden 1998 als Bestandteil der Zürcher Rockabilly-Szene. Gegründet wurde die Gruppe von dem gebürtigen Engländer und Wahlschweizer Oliver Baroni (Gesang, Bass, Gitarre) und der italienisch-schweizerischen Sängerin Emanuela Hutter. Oliver Baroni plante nach Auflösung seiner vormaligen Band, den Hillbilly Headhunters, eine Formation, die, so Hutter, wirklich „rockte“. Emanuela Hutter arbeitete zu dieser Zeit bei dem Singer-Songwriter-Musikprojekt MD Moon mit. Komplettiert wurde die Ur-Formation von dem Schlagzeuger Aad Hollander und dem Gitarristen Pat Matteo, einem weiteren Ex-Mitglied der Hillbilly Headhunters. Das erste Demo-Tape entstand noch im selben Jahr. Emanuela Hutter, die zu jener Zeit noch durch Soloauftritte verpflichtet war, stieg erst im Folgejahr fest in die Band ein.
Ab 1999 absolvierte Hillbilly Moon Explosion regelmässig Auftritte. Ein typisches Merkmal der Gruppe waren die stückeweise wechselnden Solo-Gesangsparts von Baroni und Hutter. Die erste CD erschien 2002. Introducing The Hillbilly Moon Explosion enthielt bis dato bekanntes Band-Repertoire, darunter das schnelle, im Original von Serge Gainsbourg komponierte und von France Gall gesungene Sixties-Pop-Stück Chick Habit sowie Johnny Are You Gay?, ein eingängiger Rock-’n’-Roll-Ohrwurm und eines der erfolgreichsten Stücke der Gruppe. Bourgois Baby, das zweite Album, erschien 2004. Neben schnellen Rock-’n’-Roll-Nummern enthielt es einige langsame Stücke im klassischen Country-and-Western-Stil sowie eine Coverversion von Rosemary Clooneys 1954er-Hit Mambo Italiano. Seitens der Presse erhielt Bourgois Baby vorwiegend gute Kritiken. Auf ihrer dritten CD veröffentlichte die Gruppe keine Neuaufnahmen, sondern eine Zusammenstellung älterer und neuerer Live- und Rarity-Versionen. Titel: By Popular Demand: The Basement Tapes (1999–2005).
Das 2006 erschienene Folgealbum All Grown Up setzte mit schnellen Stücken wie Little Lil, dem Country-Song Brown Eyed Boy, dem mit Ska-Rhythmen-unterlegten Walk Italian und Poupée de cire, poupée de son, einem weiteren France-Gall-Hit, das bekannte Stilspektrum der Band fort. Die Eigenheit, Neuveröffentlichungen mit bereits eingeführten Titeln anzureichern, wiederholte die Gruppe bei dem 2010 erschienenen Album Nummer fünf – Raw Deal. Einige Veränderungen hatten sich im Verlauf der 2000er-Jahre bei der Besetzung der Gruppe ergeben. Für Patrick Geser, der zwischenzeitlich den Part der Gitarre übernommen hatte, stieg der Brite Duncan James ein. Neuer Schlagzeuger wurde der Schweizer Luke Weyermann.
Neben Tourneen und Auftritten in der Schweiz, darunter unter anderem beim Berner Gurtenfestival und den Winterthurer Musikfestwochen, absolvierte die Band eine Vielzahl von Auftritten im europäischen Ausland – unter anderem in Deutschland, Spanien, Italien, Finnland, Slowenien, Kroatien, Ungarn, Polen und Österreich. 2010 traten Hillbilly Moon Explosion als Vorgruppe von Jeff Beck im Pariser Olympia auf. 2010 zog die Formation Aufmerksamkeit auf sich, als sie eine angebotene Teilnahme an der Schweizer Ausscheidung zum Eurovision Song Contest ablehnte. Im Frühjahr 2011 erschien mit Buy, Beg And Steal die sechste Veröffentlichung. In dem Song My Love For Evermore bestritt Sängerin Hutter den Gesangspart im Duett mit Mark „Sparky“ Phillips von der britischen Psychobilly-Gruppe Demented Are Go. Der Song, eine Country-and-Western-Ballade, offeriert eine neue Variante des Bonnie-und-Clyde-Themas und wurde im Frühjahr 2011 zusätzlich als Video-Clip veröffentlicht. Mit Damn Right Honey! (Sings of Love, Loss, Life & Death) erschien im März 2013 die siebte CD-Veröffentlichung. Mit stilistischen Anleihen bei Cab Calloway, dem Gesangsduo Les Paul & Mary Ford sowie dem Surf-Sound der frühen 1960er orientierte sich Damn Right Honey! noch ein Stück prononcierter an den Musikstilen der späten 1940er bis frühen 1960er Jahre.
Trotz einer beachtlichen Anzahl von Auftritten, anerkennenden Pressestimmen sowie einer Stil-Vielfalt, die immer wieder als Alleinstellungsmerkmal hervorgehoben wird, betreiben die Musiker die Band weiterhin nebenberuflich. Gründungsmitglied Oliver Baroni ist im Hauptberuf als Online-Journalist tätig und Emanuela Hutter arbeitet als Lehrerin mit der Spezialisierung Deutsch als Zweitsprache. Die Mitglieder der Gruppe leben in und um Zürich.

## Stil und Kritiken
Obwohl von einigen Medien als beste Rockabilly-Formation der Schweiz gewertet, gelten Hillbilly Moon Explosion nach wie vor als Geheimtipp. Die bisherigen Kritiken fielen überdurchschnittlich anerkennend, zum Teil sogar enthusiastisch aus. Positiv hervorgehoben wird immer wieder der Stilmix, welcher herkömmlichen Rockabilly überschreitet. Die Bandmitglieder selbst benennen auf ihrer Webseite unterschiedliche Musikvorlieben – Oliver Baroni etwa Bluesgrössen wie Howlin’ Wolf, Lightnin’ Hopkins sowie den Singer-Songwriter Steve Earle, Emanuela Hutter einige Metal-Bands sowie die Sängerinnen Patsy Cline, Irma Thomas, Billie Holiday und Dinah Washington.
Das Online-Musikportal schallplattenmann.de beschrieb den Stil der Gruppe anlässlich einer Rezension von Bourgeois Baby wie folgt: „Der Bass pogt, die Drums scheppern, die Gitarren twangen und fetzen und der Gesang ist mal wild, mal erotisch. Die Schweizer Hillbilly Moon Explosion sind neben den Peacocks eine wunderbare Rockabilly-Entdeckung. Nicht ganz so straight und treibend wie ihre Schaffhausener Kollegen, stöbern die Hillbillys mit Songs wie dem ‚Mambo Italiano‘ auch in angrenzenden Gebieten und liefern bei ‚Dead Cat Boogie‘ ein Intro, das auch von der Blues Band stammen könnte und faken für ‚Many Tears Ago‘ ein wenig Jazz.“ Eine eher durchwachsene Bewertung formulierte ein Rezensent von Buy, Beg Or Steal auf der Musik- und Livestyle-Webseite pressuremagazin.de: „Den männlichen Gesangspart übernimmt Oliver Baroni, der gleichzeitig der Bassist der Formation ist. Musikalisch ist das gesamte Album eine Mischung aus Rockabilly und Rock ’n’ Roll und mit Titeln wie ‚Buy Beg Or Steal‘, ‚She Kicked Me To The Curb‘ oder auch ‚Rock ’n’ Roll Girl‘ weiß man zu überzeugen. Viele Titel sind langsame, ruhige Lieder, die durch die Stimme von Emanuela gut rüberkommen, aber auf lange Sicht gesehen etwas langweilig werden.“
Die Neue Zürcher Zeitung wertete Hillbilly Moon Explosion ebenfalls als ungewöhnliche Band mit einem abwechslungsreichen Repertoire: „Das neue Album explodiert auf der dunklen Seite des Mondes: Ihrer Mélange aus Boogie, Country und Rock gibt die Band eine psychedelische Note. Besonders reizvoll, wenn sie mit dem italoamerikanischen Swing eines Louis Prima oder Renato Carosone flirtet und sich dabei die zwinkernde Umkehrung leistet, die Herzschmerzballade ‚Natascia‘ von einer Frau singen zu lassen – an die Adresse einer Frau. Solch ironische Brechungen heben die Gruppe seit je von der Humorlosigkeit reaktionärer Rockabilly-Puristen ab.“ Ähnlich urteilte 2002 auch das Schweizer Wochenmagazin Facts: „Die Songs kurz und schnurz, der Sound simpel, direkt, groovy und rammlig. Dennoch: Wäre dies reine Nostalgie, wärs unerträglich. Aber Band und Gäste werden dem Geist der Fünfzigerjahre nicht nur gerecht, sondern ironisieren ihn auch liebevoll; mengen dem Rockabilly eine Prise Punk bei, streifen Titeln von Serge Gainsbourg und Steve Earle einen Petticoat über und adaptieren Elemente des Evergreens ‚The Leader of the Pack‘ zwinkernd zu ‚Johnny Are You Gay?‘“

## Diskografie

### Alben
| Jahr | Titel             | Höchstplatzierung, Gesamtwochen, AuszeichnungChartsChartplatzierungen (Jahr, Titel, Platzierungen, Wochen, Auszeichnungen, Anmerkungen) | Anmerkungen |
| Jahr | Titel             | CH | Anmerkungen |
| ---- | ----------------- | --- | ----------- |
| 2011 | Buy, Beg or Steal | CH94 (1 Wo.)CH |             |

Weitere Veröffentlichungen
- 2002: Introducing The Hillbilly Moon Explosion
- 2004: Bourgeois Baby
- 2005: By Popular Demand: The Basement Tapes (1999-2005)
- 2006: All Grown Up
- 2010: Raw Deal
- 2013: Damn Right Honey!
- 2016: With Monsters and Gods
- 2019: The Sparky Sessions
- 2024: Back in Time